# Non sequitur
Non sequitur is Latijn voor "het volgt er niet uit." Een redenering wordt non sequitur genoemd als het besluit niet volgt uit de premissen, en dus een onjuist gevolg is. Dit is een speciaal geval van een drogreden. Het is belangrijk om op te merken dat bij een non sequitur het er niet toe doet of het besluit juist is of niet, de redenering is in elk geval fout omdat het besluit niet volgt uit de premissen.

## Voorbeelden
Hier zijn enkele klassieke voorbeelden:
1) Elke redenering van de volgende vorm is een non sequitur:
1. Als A dan B. (bijvoorbeeld: Als ik een kat ben, dan ben ik een zoogdier.)
2. B is waar. (bijvoorbeeld: Ik ben een zoogdier.)
3. Dus A is waar. (Dus ben ik een kat.)

Zelfs als de premissen allemaal waar zijn, en het besluit is waar, dan nog is het besluit geen geldig gevolg van de premissen.
2) Elke redenering van de volgende vorm is ook een non sequitur:
1. Als A dan B. (bijvoorbeeld: Als ik in Tokio ben, dan ben ik in Japan.)
2. A is niet waar. (bijvoorbeeld: Ik ben niet in Tokio.)
3. Dus B is niet waar. (bijvoorbeeld: Ik ben niet in Japan.)

Het zou kunnen dat ik toch elders in Japan ben. Dit is een verkeerde toepassing van het bewijs door contrapositie in de logica.
3) Verder is hier een uitgewerkter voorbeeld.
- Premisse: "Ik heb een huis in alle staten van de VS."

Gezien het feit dat Californië een staat van de VS is, kan men hieruit concluderen dat de spreker een huis heeft in Californië (sequitur).
- Premisse: "Ik heb een huis in Californië."

Hieruit kan men noch concluderen dat de spreker een huis heeft in Texas, noch dat de spreker geen huis heeft in Texas (non sequitur).
4) Een veel gehoorde ongeldige redenering is:
- Voor de meeste mannen geldt dat ze geen twee dingen tegelijk kunnen doen
- Vrouwen zijn geen mannen
- Dus vrouwen kunnen wel twee dingen tegelijk doen